# L'ultima volontà
L'ultima volontà (Amanet) è un film del 2014 diretto da Namik Ajazi.
Film di produzione albanese sceneggiato da Ruzhdi Pulaha.

## Trama
Il film è ambientato in Albania all'inizio degli anni '80, durante la dittatura di Enver Hoxha. 
La vita del giovane Martin, insieme a quella dei suoi amici, viene sconvolta quando la polizia del regime arresta suo padre Mentor, accusato di tradimento verso la nazione.

## Produzione
Le riprese del film si sono svolte in Albania e in Italia.

## Riconoscimenti
- Selezione Miglior Film Montreal World Film Festival 2014
- Selezione Miglior Film Festival di Alessandria d'Egitto